# Yoram Taharlev
Yoram Taharlev (Yagur, 24 gennaio 1938 – Tel Aviv, 6 gennaio 2022) è stato un poeta, paroliere e scrittore israeliano.

## Biografia

### Nascita e primi anni
Yoram Taharlev nacque nel kibbutz Yagur nel 1938. I suoi genitori, entrambi lituani emigrati in Israele, erano Yaffa Yitzikovitz e l'autore e poeta Haim Taharlev. Visse dalla nascita nel kibbutz Yagur, lo stesso dove diversi anni prima si erano incontrati i suoi genitori. Durante la sua vita nel kibbutz, imparò fin da piccolo a scrivere poesie: completò il suo primo componimento all'età di sette anni e mezzo. I suoi genitori, orgogliosi di lui e della sua poesia, decisero di regalargli un quaderno su cui poter scrivere liberamente le poesie. Il kibbutz era organizzato in modo che i bambini vivessero in un luogo differente rispetto a quello dei genitori, così Taharlev dovette recarsi ogni volta da loro per ritirare il quaderno.

### L'invasione britannica del kibbutz
Sabato 29 giugno 1946, quando Taharlev aveva otto anni, il kibbutz fu invaso da molti soldati britannici, convinti che gli abitanti tenessero nascosta una grande quantità di armi. Gli abitanti del kibbutz provarono a resistere agli inglesi, ma non riuscirono a fermare la loro avanzata, portata avanti anche con carri armati e gas lacrimogeni. Molti di loro furono presi prigionieri dai soldati avversari e, tramite diversi camion, trasportati in un campo di prigionia situato nella città di Rafah, dove rimasero per circa quattro mesi. L'invasione inglese del kibbutz di Yagur durò una settimana, durante la quale i soldati britannici, dopo aver distrutto gran parte della struttura, presero con sé moltissime armi, abbastanza per un esercito. Taharlev, al termine dell'invasione di Yagur, fece ritorno alla casa dei genitori, che erano stati imprigionati dall'esercito britannico. La casa era nel frattempo stata saccheggiata e quasi completamente distrutta, ma nonostante lo cercasse molto, non riuscì a ritrovare il quaderno con le poesie che aveva scritto fino a quel momento. La perdita del suo taccuino lo traumatizzò per il resto della vita. In una sua autobiografia, Taharlev scrisse: «per giorni ho inseguito ogni foglio di carta che vedevo soffiare nel vento nella speranza di poter recuperare anche solo una pagina del quaderno, ma non l’ho mai trovato e fino ad oggi non sono stato in grado di ricreare la mia prima poesia». Nella stessa autobiografia, scrisse anche: «giurai a me stesso che da quel giorno in poi, non solo avrei copiato tutto quello che avevo scritto su un quaderno, ma l’avrei anche imparato a memoria in modo che nessuno potesse mai più portarmelo via».

### Dopo il kibbutz
Taharlev rimase a vivere all'interno del kibbutz fino all'età di ventisei anni, lavorando prevalentemente nei campi, come raccoglitore di frutta e giardiniere oppure apicoltore. Nel 1963 incontrò la scrittrice israeliana Nurit Zarchi, quando entrambi stavano studiando filosofia all'Università di Tel Aviv: i due nello stesso anno si sposarono. Dal matrimonio ebbero due figlie: Roni Taharlev, che nacque nel kibbutz Yagur, e Arela Taharlev. Dopo dodici anni, però, Taharlev e Nurit Zarchi si separarono. Due anni dopo, nel 1978, Taharlev sposò Linda, una donna statunitense: Insieme ebbero un figlio, Daniel, e una figlia, Michal. Dopo la morte di Linda, avvenuta nel 2011, il poeta si sposò per la terza volta nel 2014 con Batia Keinan, ex portavoce dell'ex presidente israeliano Ezer Weizman.

### Morte
Morì giovedì 6 gennaio 2022 a Tel Aviv, dopo aver sviluppato un cancro. Tuttavia, non era stata diffusa la notizia della sua malattia, tant'è che Taharlev continuò a tenere concerti fino a una settimana prima della sua morte.

## Carriera

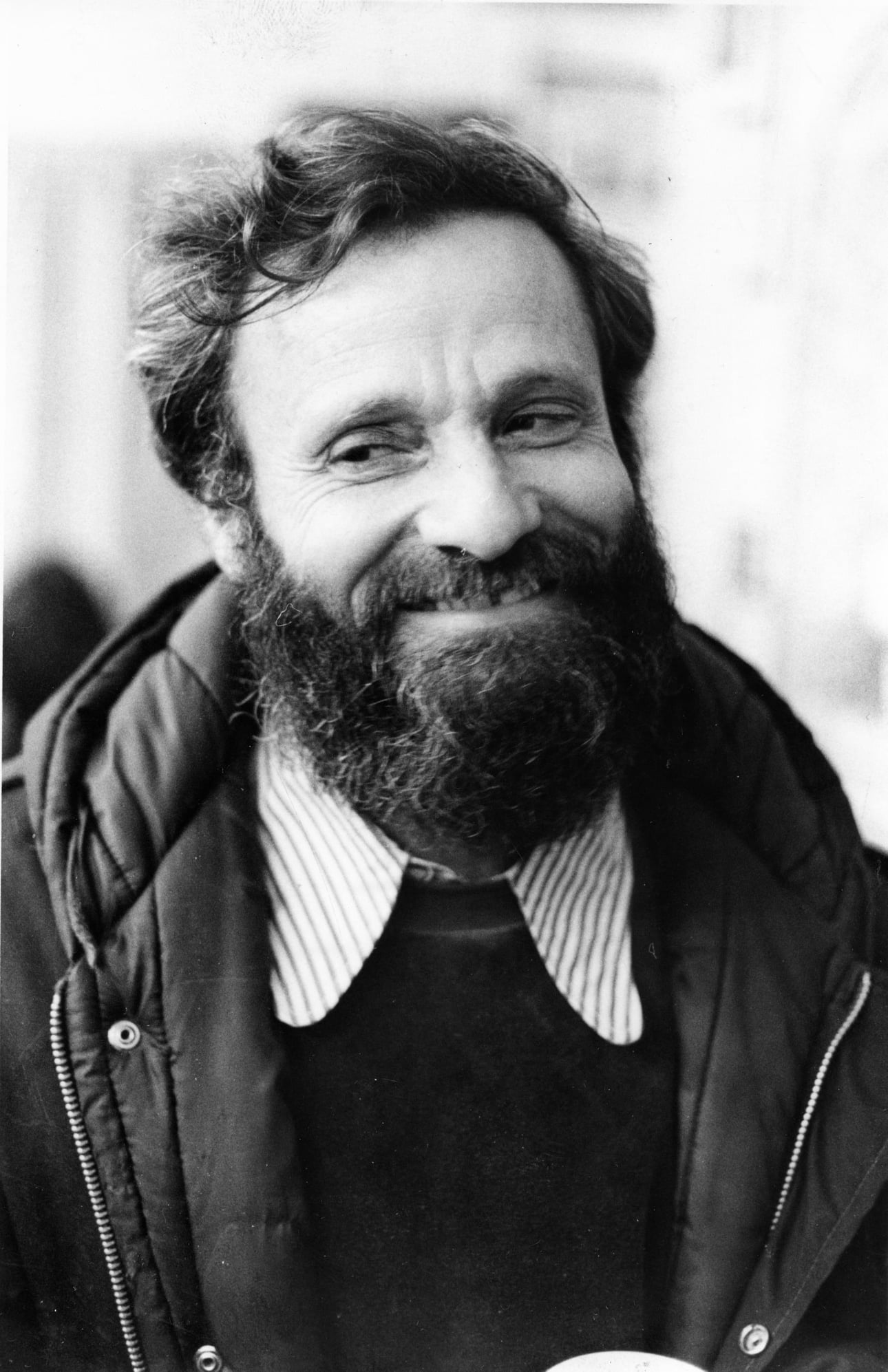
Yoram Taharlev da giovane, quando scrisse i suoi primi componimenti.

### Paroliere
La sua carriera come paroliere acquistò un notevole slancio quando si trasferì a Tel Aviv nel 1964. Già agli inizi della sua carriera si era rivelato una giovane promessa del mondo musicale: era infatti già entrato in contatto e aveva collaborato con diversi noti artisti discografici. Scrisse la sua prima canzone di successo nel 1964, mentre si trovava su un autobus in viaggio da Haifa a Tel Aviv: la scrisse su un foglietto, che dimenticò poi nel taschino della camicia nel quale l'aveva riposto. Se ne accorse la moglie, Nurit Zarchi, che dopo averla letta, riuscì a convincerlo a mostrare la canzone a qualche cantante. Taharlev ha raccontato nella sua autobiografia di averla inviata «all’unica persona di cui conoscevo l’indirizzo, Nachman Heiman, e dopo un tempo relativamente breve la canzone iniziò improvvisamente a risuonare alla radio». Da quell'anno in poi non smise mai di scrivere canzoni e componimenti, e in particolare si specializzò in quelli per l'esercito israeliano, collaborando soprattutto con il compositore Yair Rosenblum. Per esempio, è diventata molto nota la sua canzone Givat Hatahmoshet, in cui narrò gli eventi della battaglia di Ammunition Hill del 1967 a Gerusalemme durante la Guerra dei sei giorni. Un'altra sua nota canzone, scritta per l'esercito israeliano, è Yeshnan Banot.
Le canzoni di Taharlev hanno affrontato diversi temi oltre a quello dell'esercito: scrisse canzoni d'amore, patriottiche, sulla natura, sull'amicizia (come Heye li Haver Heye li Ach, "Sii mio amico e mio fratello") e umoristiche. Per la scrittura delle sue canzoni, spesso si ispirò a esperienze vissute nel kibbutz: alcuni dei suoi componimenti più noti sono HaHar HaYarok Tamid ("La montagna che è sempre verde"), riferita al Monte Carmelo, situato vicino al kibbutz nel quale aveva passato la sua infanzia, Arba Ahar HaTzhorhayim ("Quattro del pomeriggio"), nella quale descrive la sua vita nel kibbutz, Ba-pardes la-yad ha-shoket ("Nel boschetto vicino al trogolo"), dove descrive i boschi dove andava a lavorare, spesso da solo, quando viveva nel kibbutz Yagur. Altri suoi componimenti famosi sono Habalada shel Yoel Salomon, cantata poi da Arik Einstein, in cui narra la fondazione della città israeliana di Petah Tiqwa (1878), Al Kapav Yavi ("Con le sue mani porterà"), cantata da Rivka Zohar, in cui narra il suo incontro con un falegname intento a costruire una sedia in legno per il profeta Elia, convinto che sarebbe venuto a salvarlo dai suoi dolori in vita. Ma la sua canzone più conosciuta è certamente Hora, cantata da Avi Toledano, che ottenne il secondo posto all'Eurovision Song Contest 1982.
Durante la sua carriera da paroliere, Taharlev ha scritto moltissimi componimenti (oltre mille) per i più noti artisti e gruppi musicali israeliani, e più di centotrenta canzoni dell'esercito. Molti suoi componimenti rimasero, alla sua morte, non ancora pubblicati: sono rimasti a disposizione dei giovani artisti israeliani, incoraggiandoli a lasciarsi incuriosire dai suoi testi.

### Scrittore e poeta
Oltre ad aver scritto centinaia di poesie e canzoni, Taharlev si è dedicato alla lettura e alla scrittura dei testi ebraici tradizionali, affermando di stare «leggendo i testi sacri con occhi secolari». Basandosi su questi testi ha scritto diversi libri, in cui li ha analizzati e rivisti. Ha descritto le sue opere letterarie come «uno sguardo fresco e umoristico ai libri e ai testi ebraici sacri e tradizionali».
Le sue reinterpretazioni dei libri sacri ebraici sono molto apprezzate sia dalle comunità laiche che da quelle religiose. Il suo libro Al Birkey Avot, per esempio, è stato uno dei più venduti del 2016. In ambito letterario ha scritto più di settanta libri. Lo scrittore ha dichiarato di aver prodotto reinterpretazioni dei testi sacri perché, secondo il suo pensiero, «se i libri religiosi e tradizionali ci venissero insegnati in questo modo, con un sorriso, potremmo scoprire molto di più sulle nostre radici e non saremmo così distaccati da esse».

## Premi e riconoscimenti
Taharlev ha ricevuto un premio per la sua carriera da poeta dal direttore dell'Università Bar-Ilan, per premiarlo per il fatto di essere uno dei più noti poeti ebraici della poesia ebraica, e per aver contribuito a rinnovare la cultura della musica israeliana.